# Битка код Картахене (1643)
Битка код Картахене или битка код Гата вођена је 3. септембра 1643. године током Француско-шпанског рата. Завршена је победом Француске.

## Битка
Француска флота адмирала Жана Маје-Берзеа (24 ратна брода – 13 брандера и 9 галија) дејствовала је лети 1643. године против шпанског дужобалског саобраћаја и нападала приобалне градове. Дана 4. септембра је у близини Гате успоставила додир са 16 шпанских галеона под адмиралима Мартином Менкосом и Жосом Петерсом. Корисећи се повољним ветром, Французи су око 7 часова напали Шпанце. У трочасовној бици Шпанци су изгубили четири брода и око 1500 људи након чега су се повукли у Картахену. Французи нису изгубили ниједан брод. Три брода била су им тешко оштећена.